# Guide Dogs for the Blind

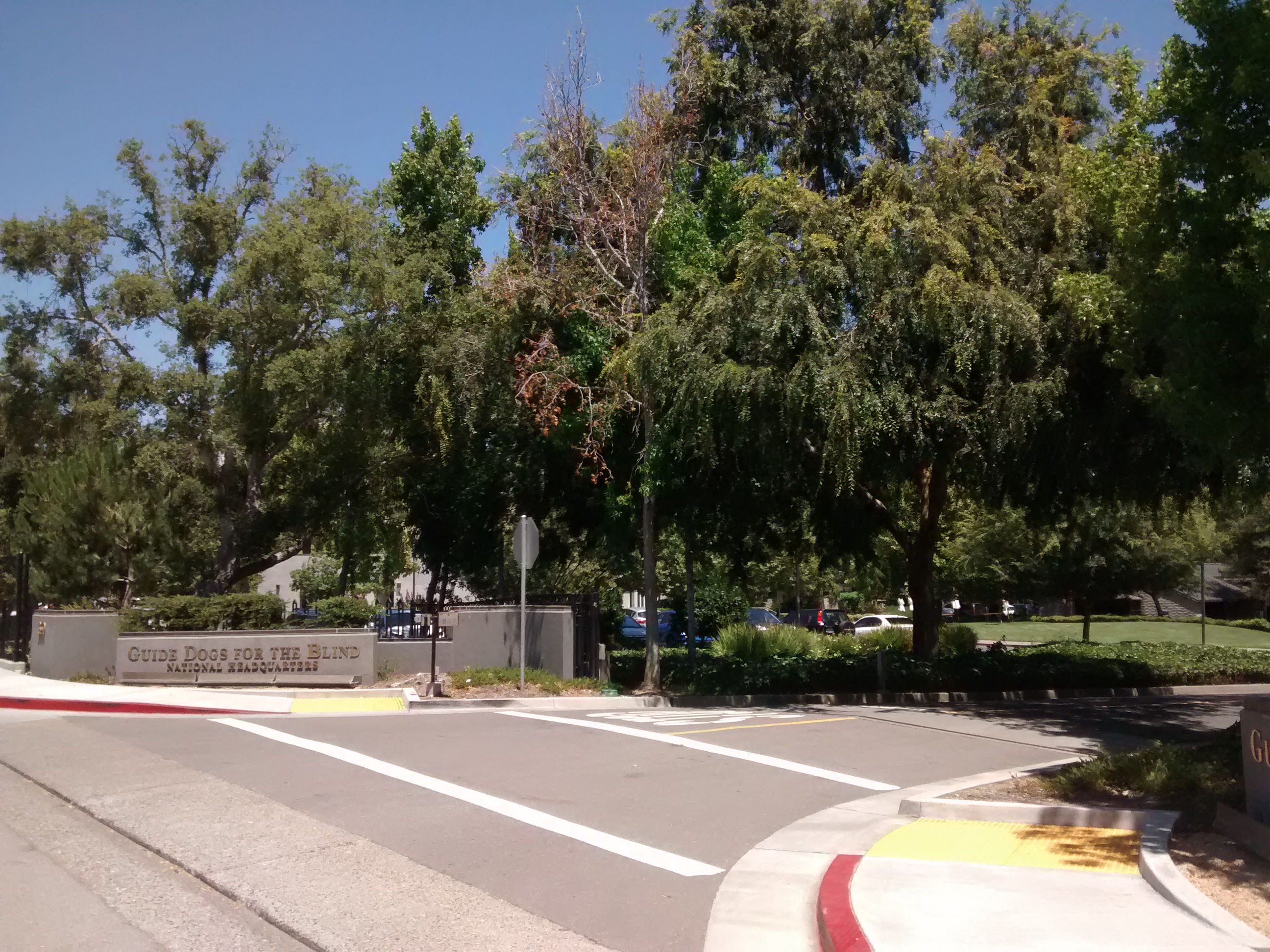
Ingång till Guide Dogs for the Blind.

Guide Dogs for the Blind är en hundskola för labrador retrievers och golden retrievers i San Rafael i Marin County i Kalifornien. Skolans syfte är att lära hundar att leda synskadade personer. Skolan grundades år 1942 av Lois Merrihew och Don Donaldson som ville hjälpa soldater som blev blinda under andra världskriget. Den första hunden på skolan var en schäfer. Efter andra världskriget utvecklades hundskolan mer och mer. Idag kan besökare gå på guidade turer på platsen. För blinda är det kostnadsfritt.

## Hundhem
Alla hundar bor i en varsin bur, och ibland får de släppas ut på några av skolans hundlekplatser. Besökare får inte klappa hundar, framförallt valpar, som kanske inte är helt vaccinerade.

## Valpbehandling
Valpar föds i särskilda rum. De flyttas till sina egna burar när de är fyra till sex veckor gamla. Därefter ska de tränas för att leda blinda. 

### Valpar som inte klarar ledningstestet
Ungefär 20 procent av valparna blir ledhundar. De andra klarar inte testet. De kan bli adopterade av andra familjer som vill ha hundar. Det kan orsaka problem när det är flera personer som vill ha samma hund.